# Amphoe Mueang Pathum Thani
Amphoe Mueang Pathum Thani (thailändisch อำเภอเมืองปทุมธานี, Aussprache: ʔāmpʰɤ̄ː mɯ̄aŋ pā.tʰūm tʰāːnīː) ist ein Landkreis (Amphoe – Verwaltungs-Distrikt) in der Provinz Pathum Thani. Die Provinz Pathum Thani liegt im Zentrum der Zentralregion von Thailand.
Die Provinz-Hauptstadt Pathum Thani ist gleichzeitig die Hauptstadt des Landkreises Mueang Pathum Thani.

## Geographie
Pathum Thani liegt in der Zentralebene des Mae Nam Chao Phraya und ist von fruchtbarer Landschaft umgeben. In der Hauptstadt Pathum Thani und in den Außenbezirken sind noch Kanäle (Khlongs) zu sehen, die früher zum Warentransport genutzt wurden. Die Entfernung zur Hauptstadt Bangkok beträgt etwa 45 km.

## Wirtschaft und Bedeutung
Hauptprodukte der Landwirtschaft sind neben Reis insbesondere Orangen, die hier in großen Plantagen gedeihen.

## Geschichte
Pathum Thani war ursprünglich eine Siedlung der Mon, die während der Regierung von König Prasat Thong und Narai aus Mottama (เมาะตะมะ), heute Martaban, Myanmar einwanderten. Die Siedlung hieß zunächst Sam Khok. Während der Zeit von König Taksin wanderten weitere Mon nach Ban Sam Khok ein, das heute die Amphoe Sam Khok bildet.
Anlässlich eines Besuchs von König Phra Phutthaloetla (Rama II.) 1815 übergaben ihm die Bewohner von Sam Khok zahlreiche Lotosblüten als Zeichen der Verehrung. Daraufhin benannte der König Sam Khok in Prathum Thani um. 1918 schließlich erhielt die Stadt und die Provinz ihren heutigen Namen, nachdem König Vajiravudh (Rama VI.) die Einweihungszeremonie für das neue Verwaltungsgebäude der Provinz (Sala Klang Changwat) präsidiert hatte.

## Sehenswürdigkeiten
- Museum für Wissenschaft und Technik Pathum Thani – enthält auf sechs Stockwerken interaktive Einrichtungen, auch traditionelle Techniken der Thai werden erläutert. Das Museum soll zu einem der führenden Technik-Museen Asiens werden.
- Wat Hong Pathummawat (วัดหงส์ปทุมาวาส) – erbaut 1764 unter König Taksin auf dem Westufer des Maenam Chao Phraya; Chedi und Viharn sind alte Nachbildungen aus Hongsawadi (heute: Pegu), der seinerzeit zerstörten Hauptstadt der Mon.
- Wat Chinwararam (วัดชินวราราม) – am Westufer des Maenam Chao Phraya gelegen und mit schönen Wandmalereien zum Leben Buddhas verziert.
- Wat Sing (วัดสิงห์) – älteste Tempelanlage aus der Mon-Zeit, etwas außerhalb der Stadt Pathum Thani am Maenam Chao Phraya; beherbergt einen Goldenen Buddha in der selten anzutreffenden Mara-Pose. Die früheren Quartiere der Mönche sind heute als Museum für Mon-Kunst zu besichtigen.
- Wat Phailom (วัดไผ่ล้อม) – Tempel mit einer winterlichen Storchenkolonie
- San Lak Müang – der Schrein für die Stadtgeister von Pathum Thani steht auf dem Grundstück der Provinzverwaltung (Sala Klang Changwat) und wurde 1977 erbaut, um die Stadtsäule zu überdachen; dazu gehört eine Buddha-Statue im Sukhothai-Stil in der Haltung des Siegs über das Böse.

## Verwaltung

### Provinzverwaltung
Der Landkreis Mueang Pathum Thani ist in 14 Tambon („Unterbezirke“ oder „Gemeinden“) eingeteilt, die sich weiter in 81 Muban („Dörfer“) unterteilen.
| Nr.  | Name            | Thai      | Muban | Einw.  |
| ---- | --------------- | --------- | ----- | ------ |
| 01.  | Bang Prok       | บางปรอก   | -     | 22.691 |
| 02.  | Ban Mai         | บ้านใหม่    | 06    | 12.107 |
| 03.  | Ban Klang       | บ้านกลาง   | 05    | 11.594 |
| 04.  | Ban Chang       | บ้านฉาง    | 04    | 08.296 |
| 05.  | Ban Krachaeng   | บ้านกระแชง | 04    | 03.416 |
| 06.  | Bang Khayaeng   | บางขะแยง  | 04    | 13.840 |
| 07.  | Bang Khu Wat    | บางคูวัด    | 12    | 24.477 |
| 08.  | Bang Luang      | บางหลวง   | 07    | 08.466 |
| 09.  | Bang Duea       | บางเดื่อ    | 07    | 13.005 |
| 010. | Bang Phut       | บางพูด     | 06    | 06.331 |
| 011. | Bang Phun       | บางพูน     | 06    | 23.225 |
| 012. | Bang Kadi       | บางกะดี    | 05    | 11.511 |
| 013. | Suan Phrik Thai | สวนพริกไทย | 08    | 08.306 |
| 014. | Lak Hok         | หลักหก     | 07    | 19.452 |

### Lokalverwaltung
Es gibt zwei Kommunen mit „Stadt“-Status (Thesaban Mueang) im Landkreis:
- Pathum Thani (Thai: เทศบาลเมืองปทุมธานี) bestehend aus dem kompletten Tambon Bang Prok.
- Bang Khu Wat (Thai: เทศบาลเมืองบางคูวัด) bestehend aus dem kompletten Tambon Bang Khu Wat.

Es gibt sieben Kommunen mit „Kleinstadt“-Status (Thesaban Tambon) im Landkreis:
- Ban Mai (Thai: เทศบาลตำบลบ้านใหม่) bestehend aus dem kompletten Tambon Ban Mai.
- Bang Khayaeng (Thai: เทศบาลตำบลบางขะแยง) bestehend aus dem kompletten Tambon Bang Khayaeng.
- Bang Duea (Thai: เทศบาลตำบลบางเดื่อ) bestehend aus Teilen des Tambon Bang Duea.
- Bang Phun (Thai: เทศบาลตำบลบางพูน) bestehend aus dem kompletten Tambon Bang Phun.
- Bang Luang (Thai: เทศบาลตำบลบางหลวง) bestehend aus den Teilen der Tambon Ban Chang, Bang Luang, Bang Duea.
- Bang Kadi (Thai: เทศบาลตำบลบางกะดี) bestehend aus dem kompletten Tambon Bang Kadi.
- Lak Hok (Thai: เทศบาลตำบลหลักหก) bestehend aus dem kompletten Tambon Lak Hok.
- Ban Klang (Thai: เทศบาลตำบลบ้านกลาง) bestehend aus dem kompletten Tambon Ban Klang.

Außerdem gibt es fünf „Tambon-Verwaltungsorganisationen“ (องค์การบริหารส่วนตำบล – Tambon Administrative Organizations, TAO)
- Ban Chang (Thai: องค์การบริหารส่วนตำบลบ้านฉาง) bestehend aus Teilen des Tambon Ban Chang.
- Ban Krachaeng (Thai: องค์การบริหารส่วนตำบลบ้านกระแชง) bestehend aus dem kompletten Tambon Ban Krachaeng.
- Bang Luang (Thai: องค์การบริหารส่วนตำบลบางหลวง) bestehend aus Teilen des Tambon Bang Luang.
- Bang Phut (Thai: องค์การบริหารส่วนตำบลบางพูด) bestehend aus dem kompletten Tambon Bang Phut.
- Suan Phrik Thai (Thai: องค์การบริหารส่วนตำบลสวนพริกไทย) bestehend aus dem kompletten Tambon Suan Phrik Thai.